# Эффект Джанибекова
Теоре́ма промежу́точной оси́, или теоре́ма те́ннисной раке́тки, в классической механике — утверждение о неустойчивости вращения твёрдого тела относительно второй главной оси инерции. Является следствием законов классической механики, описывающих движение твёрдого тела с тремя различными главными моментами инерции. Проявление теоремы при вращении такого тела в невесомости часто называют эффектом Джанибекова в честь советского космонавта Владимира Джанибекова, который заметил это явление 25 июня 1985 года во время миссии по спасению космической станции «Салют-7». Статья, объясняющая это наблюдение, была опубликована в 1991 году. В то же время сама теорема о неустойчивости вращения вокруг промежуточной оси инерции известна давно и доказывается в любом курсе классической механики. Неустойчивость такого вращения часто показывается в лекционных экспериментах. Неустойчивость вращения вокруг промежуточной (средней) оси инерции и устойчивость вращения вокруг двух других осей была впервые обнаружена французским механиком Луи Пуансо в 1834 году и опубликована в его трактате «Новая теория вращения тел».
Теорема описывает следующий эффект: вращение объекта относительно главных осей с наибольшим и наименьшим моментами инерции является устойчивым, в то время как вращение вокруг главной оси с промежуточным моментом инерции (откуда и название теорема промежуточной оси) — нет. Джанибеков увидел это с гайкой-барашком: скрутив её в невесомости с длинной шпильки, он заметил, что она пролетает немного, разворачивается на 180°, потом, ещё немного пролетев, опять разворачивается.
На Земле этот эффект можно увидеть на таком эксперименте: возьмите за ручку теннисную ракетку и попытайтесь подбросить её в воздух так, чтобы она выполнила полный оборот вокруг оси, проходящей в плоскости ракетки перпендикулярно рукоятке, и поймайте за ручку. Почти во всех случаях ракетка выполнит пол-оборота вдоль продольной оси и будет «смотреть» на вас другой стороной. Если подбрасывать ракетку и закручивать её по другим осям, то ракетка сохранит свою ориентацию после полного оборота.
Эксперимент может быть выполнен с любым предметом, который имеет три различных момента инерции, например с книгой или пультом дистанционного управления. Эффект возникает, когда ось вращения немного отличается от второй главной оси предмета; сопротивлением воздуха или гравитацией можно пренебречь.
Называть устойчивыми вращения вокруг осей с максимальным и минимальным моментом инерции всё же неправильно, учитывая реальные физические тела. Если существуют какие-либо силы, способные рассеивать энергию вращения, например приливные, тело со временем будет вращаться только вокруг оси с максимальным моментом инерции. Так вращаются все астероиды и планеты, включая Землю. Поэтому спекуляции о возможном повороте оси вращения Земли необоснованны.

## Математическое обоснование
Теорема промежуточной оси может быть проанализирована с помощью уравнений Эйлера.
При свободном вращении они принимают следующую форму:
{\displaystyle {\begin{aligned}I_{1}{\dot {\omega }}_{1}&=(I_{2}-I_{3})\omega _{2}\omega _{3},~~~~~~~~~~~~~~~~~~~~{\text{(1)}}\\I_{2}{\dot {\omega }}_{2}&=(I_{3}-I_{1})\omega _{3}\omega _{1},~~~~~~~~~~~~~~~~~~~~{\text{(2)}}\\I_{3}{\dot {\omega }}_{3}&=(I_{1}-I_{2})\omega _{1}\omega _{2}.~~~~~~~~~~~~~~~~~~~~{\text{(3)}}\end{aligned}}}
Здесь {\displaystyle I_{1},I_{2},I_{3}} обозначают главные моменты инерции, и мы предполагаем, что {\displaystyle I_{1}>I_{2}>I_{3}.} Угловые скорости вращения вокруг трёх главных осей — {\displaystyle \omega _{1},\omega _{2},\omega _{3},} их производные по времени — {\displaystyle {\dot {\omega }}_{1},{\dot {\omega }}_{2},{\dot {\omega }}_{3}.}
Рассмотрим ситуацию, когда объект вращается вокруг оси с моментом инерции {\displaystyle I_{1}.} Для определения характера равновесия предположим, что существуют две малые начальные угловые скорости вдоль других двух осей. В результате, согласно уравнению (1), {\displaystyle {\dot {\omega }}_{1}} очень мала. Следовательно, зависимостью от времени {\displaystyle \omega _{1}} можно пренебречь.
Теперь дифференцируем уравнение (2) по времени и подставим {\displaystyle {\dot {\omega }}_{3}} из уравнения (3):
{\displaystyle {\begin{aligned}I_{2}I_{3}{\ddot {\omega }}_{2}&=(I_{3}-I_{1})(I_{1}-I_{2})\omega _{1}^{2}\omega _{2}.\\\end{aligned}}}
Обратим внимание, что знаки у {\displaystyle \omega _{2}} и {\displaystyle {\ddot {\omega }}_{2}} разные, поскольку множитель {\displaystyle (I_{3}-I_{1})} отрицателен, а множители {\displaystyle (I_{1}-I_{2})} и {\displaystyle \omega _{1}^{2}} положительны. Следовательно, изначально малая скорость {\displaystyle \omega _{2}} будет оставаться малой и в дальнейшем. Дифференцируя уравнение (3), можно доказать и устойчивость относительно возмущения {\displaystyle \omega _{3}.} Поскольку обе скорости {\displaystyle \omega _{2}} и {\displaystyle \omega _{3}} остаются малыми, из (1) следует, что малой остаётся и {\displaystyle {\dot {\omega }}_{1}}. Поэтому вращение вокруг оси 1 происходит с постоянной скоростью.
Аналогичное рассуждение показывает, что вращение вокруг оси с моментом инерции {\displaystyle I_{3}} тоже устойчиво.
Теперь применим эти рассуждения к случаю вращения относительно оси с моментом инерции {\displaystyle I_{2}}. В этот раз {\displaystyle {\dot {\omega }}_{2}} очень мала. Следовательно, зависимостью от времени {\displaystyle \omega _{2}} можно пренебречь.
Теперь дифференцируем по времени уравнение (1) и подставим {\displaystyle {\dot {\omega }}_{3}} из уравнения (3):
{\displaystyle {\begin{aligned}I_{1}I_{3}{\ddot {\omega }}_{1}&=(I_{2}-I_{3})(I_{1}-I_{2})\omega _{2}^{2}\omega _{1}.\\\end{aligned}}}
Обратим внимание, что знаки у {\displaystyle \omega _{1}} и {\displaystyle {\ddot {\omega }}_{1}} одинаковые, поскольку все три множителя {\displaystyle (I_{2}-I_{3}),} {\displaystyle (I_{1}-I_{2})} и {\displaystyle \omega _{2}^{2}} положительны. Следовательно, изначально малая скорость {\displaystyle \omega _{1}} будет экспоненциально нарастать до тех пор, пока {\displaystyle {\dot {\omega }}_{2}} не перестанет быть малой и характер вращения вокруг оси 2 не изменится. Таким образом, даже небольшие возмущения вдоль других осей заставляют объект «переворачиваться».